# 1614 Goldschmidt
1614 Goldschmidt је астероид главног астероидног појаса. Приближан пречник астероида је 46,32 ,
а средња удаљеност астероида од Сунца износи 2,993 астрономских јединица (АЈ).
Инклинација (нагиб) орбите у односу на раван еклиптике је 14,091 степени, а орбитални период износи 1891,869 дана (5,179 година). Ексцентрицитет орбите астероида износи 0,074.
Апсолутна магнитуда астероида износи 10,70 а геометријски албедо 0,043.
Астероид је откривен 18. априла 1952. године.